# Arrondissement Aalst
Arrondissement Aalst (nizozemsky: Arrondissement Aalst; francouzsky: Arrondissement d'Alost) je jeden ze šesti arrondissementů (okresů) v provincii Východní Flandry v Belgii.
Obce Sint-Lievens-Houtem a Zottegem politického okresu Aalst spadají pod soudní okres Oudenaarde a zbylé obce spadají pod soudní okres Dendermonde.

## Historie
Arrondissement Aalst byl vytvořen spojením kantonu Aalst, z arrondissementu Dendermonde, s kantony Geraardsbergen, Herzele, Ninove a Zottegem, z arrondissementu Oudenaarde. V rámci určování jazykové hranice roku 1963 byla část obce Twee Akren, z arrondissementu Soignies, přičleněna k okresu Aalst.
Roku 1977 byla obec Sint-Maria-Oudenhove rozdělena mezi obce Zottegem a Brakel, takže část obce Sint-Maria-Oudenhove spojená s obcí Brankel se stala součástí arrondissementu Oudenaarde.

## Obyvatelstvo
Počet obyvatel k 1. lednu 2017 činil 286 741 obyvatel. Rozloha okresu činí 468,92 km².

## Obce
Okres Aalst sestává z těchto obcí:
- Aalst
- Denderleeuw
- Erpe-Mere
- Geraardsbergen
- Haaltert
- Herzele
- Lede
- Ninove
- Sint-Lievens-Houtem
- Zottegem